# František Herman (1871)
František Herman (17. prosince 1871 Slaný – 2. června 1949 Cerhovice) byl český právník, spisovatel, básník a dramatik.

## Život
Zdroje uvádějí chybný den narození 14. prosince. František se narodil v rodině sazeče v knihtiskárně Františka Hermana (1844/1845) a Emmy Hermanové-Kodejšové (1846). Jeho manželka byla Marie Hermanová-Klapková (1880), se kterou měl dvě děti: Františka (1899) a herečku Marii Kolárovou (1901–1980).
Absolvoval gymnázium ve Slaném a r. 1894 Právnickou fakultu Univerzity Karlovy v Praze. Pracoval jako právník na pražském magistrátu.
Kromě odborných prací, románů a povídek se věnoval divadlu: psal divadelní hry, spolupracoval na formulaci divadelního zákona (1919), organizoval divadelní ochotníky, byl starostou Ústřední matice divadelního ochotnictva československého, podílel se na organizaci Jiráskova Hronova (1920–1937), byl předsedou Filmové ligy československé (1920–1925 a 1932–1939) a založil Mezinárodní výbor pro lidové divadelnictví (1926).
Používal pseudonym F. Merhan. V Praze II bydlel na adrese Podskalská 41.

## Dílo

### Próza
- Ztroskotání: román – Praha: Václav Kotrba, 1910
- Episody: povídky – Praha-Smíchov: Jan Kotík. 1915
- Pozdě: povídky – České Budějovice: Jan Svátek, 1918
- Dědictví stvořené chvíle: román – Praha: J. Svátek, 1922
- Lásky tajemství a moc: novely – Praha: Česká grafická unie, 1923
- Trny v srdcích: povídky – Praha: Král, 1925
- Meteory a létavice: povídky – Praha: Emil Reis, 1929
- Román dobrého člověka – Praha: Alois Neubert, 1929
- Na vysunuté koleji: příběhy – Praha: J. Rosendorf, 1933
- Z jiného světa: román – Praha: Antonín Plechatý, 1942

### Spisy
- Ženská otázka: sociální význam její a způsoby jejího řešení – Praha: Václav Kotrba, 1899
- Anarchisté a jejich učení – Praha: vlastním nákladem, 1900
- Význam a úkoly ochotnictva – Praha: Matice divadelní, 1920
- Ústřední matice divadelního ochotnictva československého, 1886–1926 – Praha: ÚMDOČ, 1926?
- Ústřední matice divadelního ochotnictva československého: I. doplněk [dějin] za léta 1927–1936 – Praha: ÚMDOČ, 1937

### Drama
- Zachycen proudem: obrázek ze života o 4 dějstvích – Slaný: v. n., 1903
- Dobrodinci: veselohra ve třech jednáních – Praha: František Šimáček, 1905
- Štědrý den: obrázek ze života v 1 jednání – Praha: Alois Šarapatka, 1905
- Vysněné štěstí: hra v pěti obrazech – Slaný: v. n., 1910
- Železný kruh: drama ve 4 jednáních – Praha: V. Kotrba, 1910
- Pan major v. v.: veselohra ve třech jednáních – Praha: F. Šimáček, 1914
- Proti vlastní krvi: drama o 3 dějstvích – Slaný: v. n., 1920
- Velký pátek: biblická hra o pěti dějstvích – Praha: Zora, 1924
- Hvězda Táborů: historická hra ve 3 dějstvích – Praha: František Borový, 1925
- Miláček protiva: veselohra ve 3 dějstvích – Praha: František Švejda, 1925
- Poslední Durasové: výsek života selského rodu ve 4 dějstvích – Praha: Českomoravské podniky tiskařské a vydavatelské, 1926
- Liška nad vlky: veselohra o 3 dějstvích s proměnou – Praha: Máj, 1927
- Sázka na poslední kartu: veselohra o třech jednáních – Praha: F. Švejda, 1941

### Jiné
- Ze zápasu k vítězství: básnická sbírka – 1920[3]
- Vlastní silou!: Scénický proslov k otevření sokolovny, k sokolským oslavám 28. října a jiným – Praha: Josef Springer, 1924
- Pamětní knihy spolků divadelních ochotníků – napsal návod k jejich zakládání a vedení. Praha: Matice divadelní, 1934
- Buď pozdravena!: [Báseň] – Lány: v. n., 1945